# Flora & Ulysses
Flora & Ulysses ist eine US-amerikanische Filmkomödie von Regisseurin Lena Khan aus dem Jahr 2021. Der Film mischt Motive des Superheldenfilms mit dem Animationsfilm und basiert auf dem Kinderbuch Flora und Ulysses – Die fabelhaften Abenteuer von Kate DiCamillo. Der Film erschien am 19. Februar 2021 über Disney+.

## Handlung
Flora Buckman ist ein zynisches zehn Jahre altes Mädchen, das unter der Trennung seiner Eltern leidet. Ihr Vater George, ein erfolgloser Comicbuchautor, und ihre Mutter Phyllis, eine ehemals erfolgreiche, aber derzeit unter Schreibblockade leidende Romanautorin von Kitschromanen, haben Geldsorgen und haben sich erst einmal temporär getrennt. Flora liebt die Welt der Superhelden und ganz besonders den Superhelden ihres Vaters.
Eines Tages rettet Flora ein Eichhörnchen, das versehentlich in einen Staubsauger der Marke Ulysses geraten ist, per Mund-zu-Mund-Beatmung und tauft dieses nach dem Staubsaugermodell. Kurz darauf stellt sie fest, dass das Eichhörnchen über Superkräfte verfügt. So kann es auf einer Schreibmaschine tiefsinnige Texte hinterlassen und ist sehr stark. Doch ihre Mutter will das Tier nicht im Haus haben. William Spiver, der Neffe ihrer Nachbarin, hängt sich an Floras Fersen. Nachdem sie zunächst ablehnend reagiert, entwickelt sich zu dem unter Hysterical Blindness leidenden Jungen eine Freundschaft.
Als George zu Besuch kommt, zeigt Flora ihm das Eichhörnchen. Sie beschließen es in die Wildnis zurückzubringen, machen aber zunächst einen Stopp im örtlichen Donut-Laden. Ulysses, der mit in den Laden kam, stört die dortigen Abläufe. Eine Bedienung dort versucht ihn einzufangen und durch die anschließende Flucht kommt es zu einer Verwüstung des Ladens. Flora, George und Ulysses fliehen vom Ort des Geschehens. Die Kassiererin ruft daraufhin den Tierfänger Miller, der nun Jagd auf das Eichhörnchen macht. George und Flora lassen das Eichhörnchen von Georges Nachbarin Dr. Meescham untersuchen. Das Appartement wird jedoch durch eine fiese Katze namens Mr. Klaus bewacht, an der sie vorbeikommen müssen. Dr. Meescham bemerkt die außergewöhnlichen Fähigkeiten von Ulysses.
Miller heftet sich an ihre Fersen und versucht des Eichhörnchens habhaft zu werden. Dies kann jedoch Mr. Klaus verhindern, während Flora und George sich zunächst versuchen bei Phyllis zu verstecken. Dort stören sie versehentlich ein Interview von Phyllis, zudem findet die Interviewerin Geschreibsel von Ulysses in der Schreibmaschine. So besteht Phyllis nun darauf, Ulysses endgültig in die Wildnis zu entlassen, und übernimmt dies selbst. Doch Ulysses kann die Mutter überzeugen. Flora, William und George treffen die Mutter, die sich nun entschuldigt. Doch mittlerweile hat Miller die Verbindung zwischen den vier Personen ebenfalls entdeckt und fängt Ulysses.
Nun beschließen die Buckmans, William und Dr. Meescham Ulysses aus dem Tierheim zu befreien. Die fünf schaffen es auch und befreien nicht nur Ulysses, sondern alle Tiere. William gewinnt dabei auch sein Augenlicht zurück. Auf der Flucht droht George in die Tiefe zu stürzen, doch Ulysses rettet ihn. Nun beschließen sie gemeinsam, Ulysses endgültig in die Wildnis zu entlassen. Mit den Worten von Rilke „Wachse als Brand“ (aus Gott spricht zu jedem nur, eh er ihn macht) entlassen sie ihn, doch Miller betritt erneut die Szenerie. Doch plötzlich kommen von überall her weitere Eichhörnchen und Miller flieht.
Phyllis und George ziehen wieder zusammen und entwerfen ein Comic namens Ulysses, das auf ihrem Abenteuer basiert. Das Comic wird ein sensationeller Erfolg.
Während des Abspanns hat Miller ein Date mit der Bedienung aus dem Donut-Laden. Dabei stellt sich heraus, dass ihr Mr. Klaus gehört, der sogleich den Tierfänger attackiert.

## Hintergrund
Brad Copeland adaptierte das Drehbuch nach dem Kinderbuch Flora und Ulysses – Die fabelhaften Abenteuer von Kate DiCamillo für den Streaming-Service Disney+. Der Film wurde im Sommer 2019 in Vancouver gedreht. Der Film enthält zahlreiche Anspielungen auf Superheldenfilme, aber auch auf Disneyfilme sowie auf die weiteren Projekte der Darsteller. So sieht man an einer Stelle ein DuckTales-Comic, es gibt Anspielungen auf die Serie Buffy – Im Bann der Dämonen, in der Alyson Hannigan mitspielte, und einige Zitate aus dem Marvel Cinematic Universe.
Der Film wurde am 19. Februar 2021 auf Disney+ veröffentlicht.

## Rezeption
Das Lexikon des internationalen Films urteilte: „Im satirischen Spiel mit Motiven des Superhelden-Genres kreist der Film um die kindliche Sehnsucht nach einer heilen Familie; dabei bleiben die menschlichen Figuren ein bisschen blass, im Zentrum stehen Slapstick-Action und die possierliche Animation der tierischen Hauptfigur.“
Auf Kinderfilmwelt wurde der Film positiv rezipiert, jedoch wurde auch der Umgang mit dem „hysterisch blinden“ Jungen kritisiert: „Die Gefühlsumschwünge fallen allerdings nicht zu platt aus, sondern kommen sympathisch und ehrlich rüber. Rasante Szenen und komische Momente wechseln sich ständig ab, sodass es nie langweilig wird. Besonders schön ist die Idee, einige Ereignisse in Form von Comicbildern wiederzugeben. Verzichten könnte man bloß auf die Nebenfigur William. Der Junge, der vorübergehend erblindet ist, freundet sich zwar mit Flora an. Zur Geschichte trägt er jedoch fast gar nichts bei. Und noch dazu nutzt der Film seine fehlende Sehkraft für einige unpassende Slapstick-Scherze.“
Matthias Halbig vom RedaktionsNetzwerk Deutschland kritisierte den Film insbesondere wegen der Skizzenhaftigkeit der Hauptpersonen und die fehlende Tiefe: „Hier ist nichts super. Es wird schnurstracks erzählt, die Folgerichtigkeit bleibt außen vor. Das funktioniert schon in kleinen Dingen nicht. (…) Khan und Copeland schaffen einen komischen Moment ohne logische Konsequenz. Überhaupt scheint es vor allem um komische Momente zu gehen. Die dann nicht mal alle komisch sind.“